# お白石持
お白石持（おしらいしもち）またはお白石持行事（おしらいしもちぎょうじ）は、神宮式年遷宮を構成する祭事の1つ。式年遷宮によって新しく建設された伊勢神宮の正殿の敷地に、白い石を敷き詰める行事である。伊勢の「白石持ち」行事（いせのしらいしもちぎょうじ）の名称で、日本国の記録作成等の措置を講ずべき無形の民俗文化財（選択無形民俗文化財）に選択されている。
御木曳と同じく一般大衆が参加する。一般の人が正殿を間近に見ることのできる唯一の機会でもある。

## 概要
伊勢神宮の正殿のある御敷地（みしきち）には、白い石（御白石）と黒みを帯びた石（清石）の2種類の石が敷き詰められているが、御白石は20年に1度の式年遷宮の際に取り替えることになっている。そして、新しい御白石を旧神領である伊勢在住の住民（旧神領民）と日本全国からの公募で選ばれた人々（特別神領民）が御敷地に奉献する行事を「お白石持行事」と呼ぶ。従来、お白石持の奉仕は旧神領民の特権とされていた。
奉仕者はまず、宮川の川原で白い石を拾い集めておく。集めた白石は、内宮へは川曳・陸曳（おかびき）で、外宮へは陸曳で神域へ運び込む。そろいの法被を着て祓いを受けた奉仕者は、新しい正殿の周りに御白石を敷き詰めていく。
御白石を敷き詰める意味として、白が清浄感を表す色であると同時に、白い石を清浄な河原へ行って集めることで、行事に神聖性を持たせているのではないだろうか、と櫻井治男は述べている。

## 日程
お白石持は、内宮・外宮の新しい正殿がほぼ完成した時点で挙行される。第60回（1973年＝昭和48年）は、内宮のお白石持が1973年（昭和48年）8月18日から8月23日、外宮のお白石持が同年8月25日から8月30日までの間に行われた。
第62回（2013年＝平成25年）の陸曳は、以下の日程で行われた。内宮のみで行われる川曳は7月26日と7月27日の2日間、旧神領民により執り行われた。
| 奉献団     | 内宮                                            | 外宮                                 |
| ---------- | ----------------------------------------------- | ------------------------------------ |
| 旧神領民   | 7月28日 - 8月11日の金・土・日曜日（8月4日除く） | 8月17日 - 9月1日の金・土・日曜日     |
| 特別神領民 | 7月27日 - 8月12日の金・土・日・月曜日           | 8月18日 - 9月1日の金・土・日・月曜日 |

## 奉献団
お白石持に奉仕する団体を奉献団という。奉献団は旧神領の各町・大字から1団体が原則であるが、分村や枝郷の設置、人口増などにより複数の奉献団を有する町・大字もある。第56回（1889年＝明治22年）は83団体、第57回（1909年＝明治42年）は77団体、第58回（1929年＝昭和4年）は69団体、第60回（1973年＝昭和48年）は78団体が奉仕した。これらの旧神領民による団体のほかに、第56回（1889年）は個人奉献34件、小俣村・城田村などから43件の奉献、第60回（1973年）は「一日神領民」による奉献団305団体があった。
奉献団の名称は地名を冠したもののほか、青年会の雅号を付けたもの、地域の歴史や名所の名を反映したものなどさまざまである。第56回（1889年）は、地名以外を用いた団体は存在しなかった。第62回（2013年＝平成25年）の奉献団で参加者数が最大であったのは、船江神習組奉献団で約6,000人が参加した。

## 衣装
江戸時代の古書には、衣装に関してほとんど記載されていない。衣装に関する数少ない記録である『寛政遷宮物語』は10代の女子10人ほどが金色の風折烏帽子をかぶり、単衣に薄手の狩衣を着て、金を貼った桶に御白石を入れて奉納した、と記している。これは謡曲『松風』にちなんだ衣装であり、単に装飾が派手になったことを示すだけでなく、当時の伊勢庶民の教養の高さをも窺うことができる一件である。ただしこれは特殊事例と考えられている。
第56回（1889年＝明治22年）は奉献団によって異なり、服装任意とする団もあれば、揃いの衣装を用意する団もあり、揃いの衣装とする団では木綿の法被または浴衣を着用し、麦わら帽子をかぶる場合が多かった。第57回（1909年＝明治42年）の場合は浴衣が最も多く、次が白衣であり、御木曳のときに着用した衣装をそのまま使う団もあった。
第60回（1973年＝昭和48年）の衣装は、男性の場合、法被・白いズボン・白い靴、女性の場合、団名入りのたすきを用いた。第62回（2013年＝平成25年）も白い衣装を着用して臨む場合が多く、ユニクロ伊勢店では白のボトムスが店頭から消えるほどの売り上げを記録した。

## 次第

### 奉献の準備

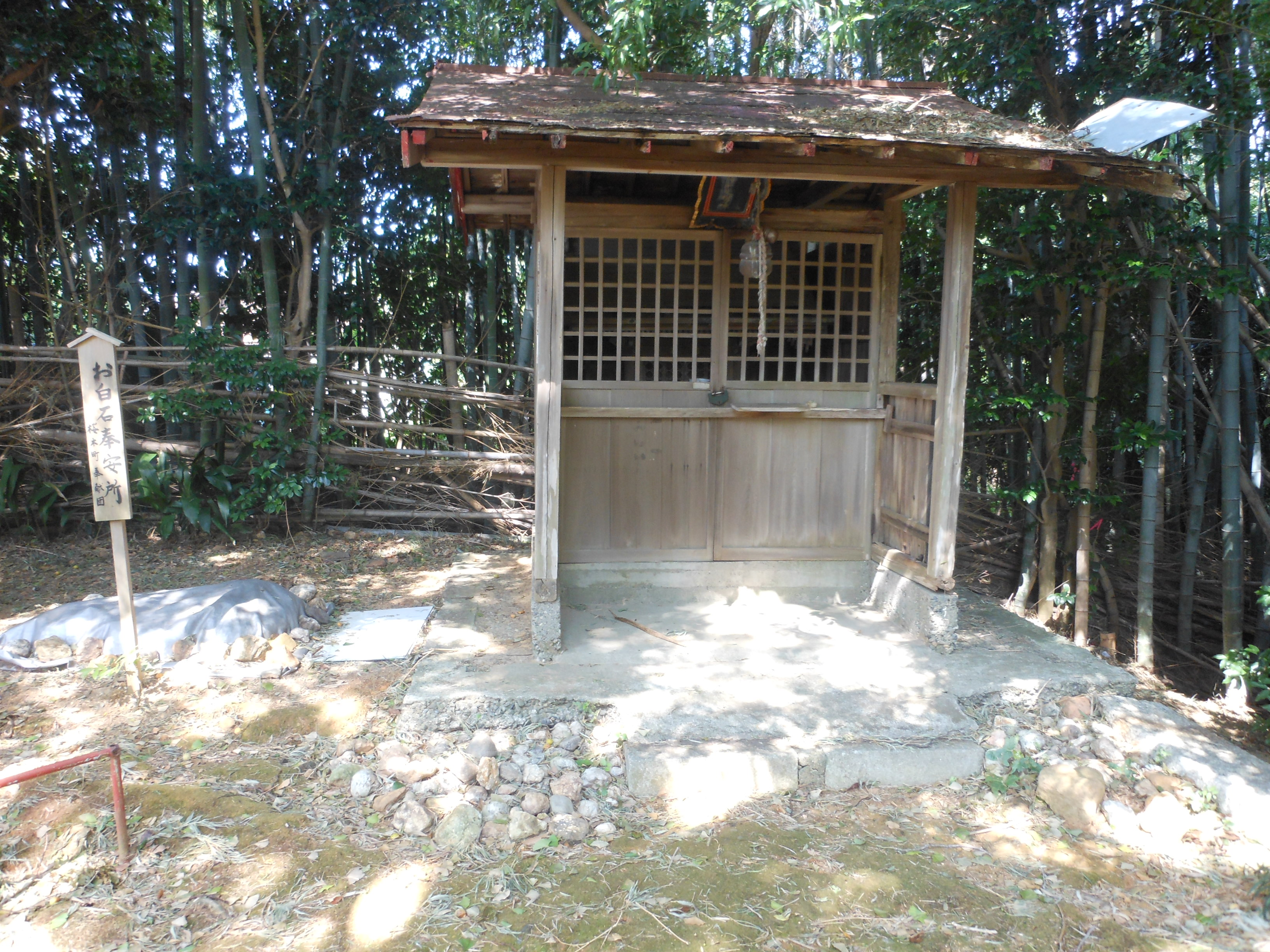
お白石奉安所（第62回＝2013年、伊勢市桜木町）

奉仕者である旧神領民はまず、奉献団単位で宮川へ行き、御白石を集める（お白石拾い）。御白石は伊勢市内の宮川の河原で拾い集めるのが基本であるが、それだけでは足りない場合があり、伊勢市より上流の度会町棚橋や、櫛田川流域の松阪市中万町まで集めに行く奉献団もある。集める御白石は、白ければよいというわけではなく、子どもの握りこぶし大、光沢と透明感のある石英、適度に角ばっているものが良いとされる。集めた御白石は各町・大字の神社などの清浄な地で保管しておく。
お白石持の年の3月から6月の間に奉曳車の試し曳を行う。お白石持が近付くと、奉献団単位で二見浦へ行き心身を清めるとともに、お白石持の無事を祈願する。これを「浜参宮」と言い、揃いの衣装を身に付けて臨む。浜参宮は二見興玉神社で行う。

### 奉曳

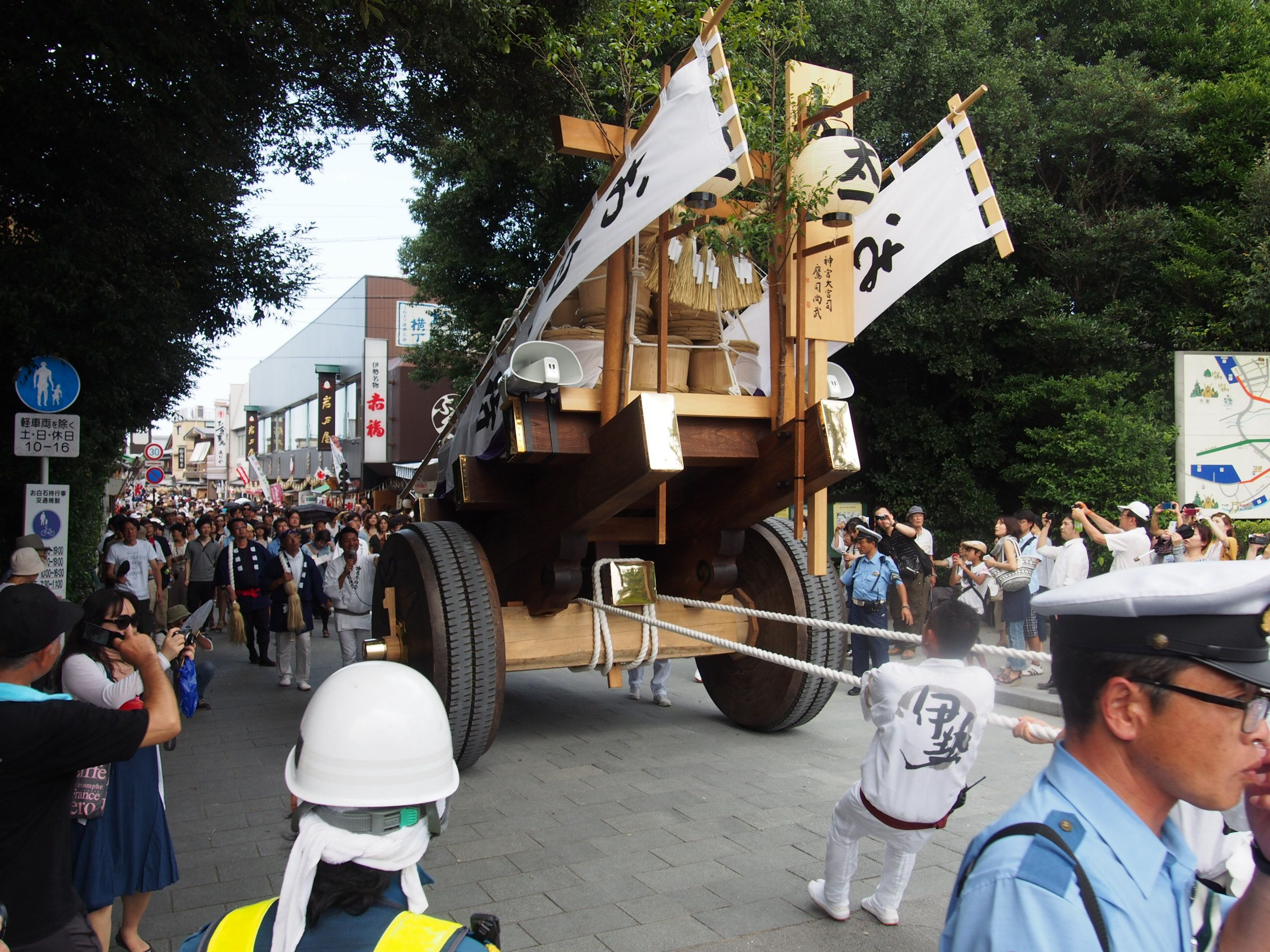
御白石の奉曳（62回＝2013年、内宮）

各奉献団は所定の日に宮域の所定の位置まで御白石を運び込む。奉献日程が先に決まり、その次に各奉献団の奉献日・時刻が代表会議の場で、抽選により決定する。
御白石は樽に入れ、奉曳車に積み込み、綱で引っ張って宮域まで運搬する。奉曳の前に采を持った青年および子どもの木遣子（きやりこ）が木遣歌を歌い、奉献団を勢い付ける。車は「挺子方」が操縦するため、挺子方の人選は慎重に行われる。御白石を曳く道中はゆっくりと曳き、途中で木遣子が踊りを披露しながら進むが、内宮・外宮の宮域に近付くと「エンヤ曳き」と呼ばれるエンヤの掛け声で威勢よく曳くようになる。なお、川曳の場合は奉曳車ではなく、ソリを使って曳く。またソリを用いる奉献団は、外宮の陸曳でも同じソリを使って奉曳する。

#### 奉献車
奉曳車（奉献車）は江戸時代末期頃より使われ始めたと考えられ、それ以前はもっこ・大八車・手籠などが利用されていた。
奉献車は、大八車を素地としており、車軸の上に肘木を2本立て、その上に親木を2本乗せ、親木に対して直角に「横木」ないしは「ハタゴ」と呼ばれる木を4本格子状に組み合わせたものである。車輪は実用性と装飾性を兼ね揃え、大きなものを使用する。奉献車を曳くと、車軸と車輪が摩擦して独特の音（ワン鳴り）が出るが、地域住民はこの音がよく出るほど良い奉献車と評価する。
お白石持に使わない期間中は奉献車を解体し、神社などの清浄な場所に、通気性を確保した建物内で大切に保管する。使用時に組み立てを行い、奉献団名を書いた絵符やサカキを取り付けるなどして飾り立てる。最後に車を引くロープ（綱）を取り付ける。

#### 川曳・陸曳と奉曳経路
川曳は、内宮付近を流れる五十鈴川で行われ、約1kmの区間を川を遡る形で曳く。途中に2つの瀬があり、一度で越えられないこともあるような難所を通り、内宮の入り口に架かる宇治橋前で「エンヤ曳き」を行って陸へ曳き上げる。
内宮の陸曳は、古市発のコースと宇治浦田発のコース、特別神領民によるコースの3つがある。起点は違えど、おはらい町を経由し、宇治橋前で曳き終える点は共通している。
外宮の陸曳は、浦口発のコースと尾上町発のコース、宮町発のコースの3つがある。浦口発と宮町発のコースは起点が異なるが、同じ伊勢参宮街道（ほぼ三重県道22号伊勢南島線のルート）沿いを奉曳する。浦口発が旧外宮領の奉献団、尾上町（小田橋付近）発が内宮で川曳を行った奉献団、宮町発が特別神領民の通るコースである。

### 白石奉献

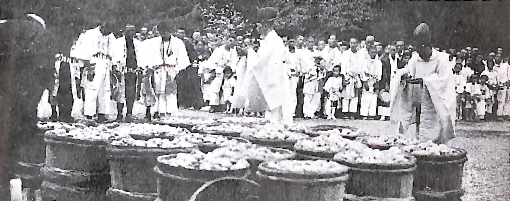
御白石のお祓い（第57回＝1909年）

宮域に着くと、神宮側が用意した大八車に御白石を積み替え、所定の位置まで運ぶ。宮域では静粛にし、木遣歌などで盛り上げた奉曳とは対照的である。奉献団の代表者は神職に「白石奉献目録」を提出し、土枡と呼ばれる木箱に御白石を移し替える。奉仕者は1人ひとり御白石を数個ずつ白布などに包んで持ち、お祓いを受ける。
お祓いを受けた奉仕者は、一般人が通常入ることのできない正宮の瑞垣の内側に入り、御白石を新しい正殿の前に奉献する。

## 歴史
式年遷宮の制度が始まった当初、お白石持はなく、神領を失って式年遷宮を続けることが困難となってきた中世以降に地域住民が労力を提供したのが始まりであると考えられている。正確なお白石持の開始時期は不明であるものの、お木曳とほぼ同じ時期であると考えられる。
文献上の初出は、第40回内宮遷宮（寛正3年＝1462年）の記録の中にある。この記録によれば、遷御の終了後の寛正7年（1466年）に御白石を敷き詰めたという。『氏経神事記』では造り替えのたびに御白石の敷き詰めを行うことや、遷御後早めに行わないと草が生えてしまうので宮地が美しくならない旨を記している。当時既に御白石を敷き詰めるのが恒例化していたことが窺えるが、大宮司の手配した10人の人夫が奉仕した当時の行事が「お白石持」であるかどうかは不明である。
一方、第40回外宮遷宮（永禄6年＝1563年）の際には、遷御前の弘治4年5月7日（ユリウス暦：1558年5月24日）に地曳き（御敷地を整地する作業）と白石持を行ったことが『永禄記』に記されている。当時は、御垣内の門や鳥居の周辺まで御白石を敷いたといい、戦後のお白石持に比べて広範囲に御白石を敷いていたことになる。またどこにどの町の奉献団が敷き詰めるかをくじで決めていた。奉仕地域は山田のほぼ全域、大湊、浜五郷に及んだ。宮中で不浄の事態が発生した場合は、立石（二見浦）から塩を運び清めたと『氏経神事記』にあるように、御白石の清浄性が重視されていた。第44回外宮遷宮（慶安2年＝1649年）では、外宮の長官が山田の自治組織・山田三方に助勢を申し出て、「各人の心任せ」により宮川の川原で御白石を集め、9月11日からの数日間行われた。
時代の変化につれて、お白石持はお木曳と同じように大規模な行事と化していき、奉仕者の衣装も華美になっていった。その後衣装は白色に統一され、御白石は宮域まで樽に入れて運び、御敷地へは各人が白布か白紙に包んで奉納するようになった。第60回（1973年＝昭和48年）より、「一日神領民」制度が始まり、一日神領民の奉献のために奉献団事務局が2万個の御白石を購入した。

## お白石持の意義
お白石持は、行事に参加することにより、奉仕者である伊勢市民が一体感を持ち、次の時代に向かう意識を醸成する機会でもある。20年に1度、親から子へ、先輩から後輩へ行事を伝承することは世代交代の繰り返しを意味し、伊勢神宮の祈りである「よろずよまでに」が実現していくことを意味する。式年遷宮は神宮の建て替えに留まらず、伊勢の町を再生することにもつながり、伊勢の活性化に寄与している。
また、通常入ることを許されない神域に踏み入れ、新正殿を間近に拝むことで、旧神領民としての喜びと誇りが醸成されるのである。